# 대만 민족주의
대만 민족주의(臺灣民族主義)는 대만의 본성인들의 내셔널리즘을 말한다. 대만 민족주의자들은 주로 범록연맹을 지지하며, 현재의 중화민국 정부는 제2차 세계 대전 이후 일본 제국이 물러간 뒤에 대만섬을 불법적으로 침략했다고 주장한다. 중화민국이나 중화인민공화국과 같은 중국에 두 나라들과 무관한 대만 공화국을 세우려고 노력한다.

## 같이 보기
- 민주진보당
- 범록연맹